# Стекольников, Анатолий Александрович (ветеринар)
Анатолий Александрович Стекольников (род. 9 марта 1956 года, п. Янайкино, Зеленовский район, Западно-Казахстанская область, СССР) — российский учёный-ветеринар, член-корреспондент РАСХН (2007), академик РАН (2016).

## Биография
Родился 9 марта 1956 года в п. Янайкино Зеленовского района Уральской области.
В 1982 году — окончил Ленинградский ветеринарный институт.
С 1982 по настоящее время — работает в том же институте (сейчас это — Санкт-Петербургская государственная академия ветеринарной медицины), пройдя путь от аспиранта до заведующего кафедрой общей и частной хирургии, а с 2003 по 2021 год — ректор академии.
В 1995 году — защитил докторскую диссертацию, а в 1996 году — присвоено учёное звание профессора.
В 2007 году — избран членом-корреспондентом РСХН.
В 2014 году — стал член-корреспондентом РАН (в рамках присоединения РАМН и РАСХН к РАН).
В 2016 году — избран академиком РАН. С 2023 года работает в Санкт-Петербургском отделении РАН.

## Научная деятельность
Специалист в области ветеринарной хирургии.
Основным направлением научных исследований является хирургическая патология и её всестороннее комплексное изучение с привлечением различных методик исследования (клинические, морфологические, биохимические, гистологические, рентгенологические, бактериологические и др.), что позволяет раскрывать патогенетические механизмы развития болезни и более рационально подходить к профилактике и лечению незаразных заболеваний с хирургической патологией.
Под его руководством и при непосредственном участии выполняются исследования по запросам сельскохозяйственного производства, изучаются болезни, которые приносят большой экономический ущерб и являются массовыми в Северо-Западном регионе России.
Автор свыше 100 научных трудов, в том числе более 30 учебников, учебных пособий, методических указаний и рекомендаций.

## Награды
- Заслуженный деятель науки Российской Федерации (2007)
- Почётный работник высшего профессионального образования Российской Федерации (2006)
- Почётная грамота Министерства сельского хозяйства Российской Федерации (2003)
- Памятный нагрудный знак «30 лет преобразования Нечернозёмной России» (2004)